# Баранівська сільська рада (Ярмолинецький район)
Барані́вська сільська́ ра́да — колишня адміністративно-територіальна одиниця та орган місцевого самоврядування в Ярмолинецькому районі Хмельницької області. Адміністративний центр — село Баранівка.

## Загальні відомості
- Територія ради: 26,77 км²
- Населення ради: 474 особи (станом на 2001 рік)
- Територією ради протікає річка Ушиця

## Населені пункти
Сільській раді були підпорядковані населені пункти:
- с. Баранівка
- с. Круті Броди

## Склад ради
Рада складалася з 12 депутатів та голови.
- Голова ради: Дорош Ірина Ярославівна
- Секретар ради: Мельник Людмила Миколаївна

### Керівний склад попередніх скликань
| Прізвище, ім'я, по батькові | Основні відомості                                                         | Дата обрання | Дата звільнення |
| --------------------------- | ------------------------------------------------------------------------- | ------------ | --------------- |
| Дорош Ірина Ярославівна     | Сільський голова, 1955 року народження, освіта вища, член Народної партії | 26.03.2006   | 31.10.2010      |
| Дорош Ірина Ярославівна     | Сільський голова, 1955 року народження, освіта вища, член Народної партії | 31.10.2010   |                 |

Примітка: таблиця складена за даними сайту Верховної Ради України

### Депутати
За результатами місцевих виборів 2010 року депутатами ради стали:

#### За суб'єктами висування
| Суб'єкт висування                 | Кількість обраних депутатів | %    |
| --------------------------------- | --------------------------- | ---- |
| Самовисування                     | 9                           | 75   |
| Партія регіонів                   | 2                           | 16,7 |
| Політична партія «Сильна Україна» | 1                           | 8,3  |

#### За округами
| № округу                          | Прізвище, ім'я, по батькові   | Дата визнання обраним | Освіта             | Партійна приналежність                  | Відомості про обраного депутата                                      |
| --------------------------------- | ----------------------------- | --------------------- | ------------------ | --------------------------------------- | -------------------------------------------------------------------- |
| Партія регіонів                   |                               |                       |                    |                                         |                                                                      |
| 1                                 | Чорна Євгена Антонівна        | 05.11.2010            | середня спеціальна | позапартійна                            | Барановський фельдшерсько-акушерський пункт, завідувачка             |
| 9                                 | Чорна Ольга Петрівна          | 05.11.2010            | середня спеціальна | позапартійна                            | Крутибродський фельдшерсько-акушерський пункт, завідувачка           |
| Політична партія «Сильна Україна» |                               |                       |                    |                                         |                                                                      |
| 6                                 | Бовта Валентина Іванівна      | 05.11.2010            | середня спеціальна | член Політичної партії «Сильна Україна» | тимчасово не працює                                                  |
| Самовисування                     |                               |                       |                    |                                         |                                                                      |
| 2                                 | Матейко Людмила Василівна     | 05.11.2010            | середня            | член Народної партії                    | тимчасово не працює                                                  |
| 3                                 | Пасічник Валентина Михайлівна | 05.11.2010            | середня            | позапартійна                            | тимчасово не працює                                                  |
| 4                                 | Матейко Інна Михайлівна       | 05.11.2010            | середня спеціальна | член Народної партії                    | тимчасово не працює                                                  |
| 5                                 | Мельник Людмила Миколаївна    | 05.11.2010            | незакінчена вища   | член Народної партії                    | Барановська сільська рада, секретар                                  |
| 7                                 | Биць Марія Петрівна           | 05.11.2010            | середня            | позапартійна                            | фермерське господарство «Краєвид», бригадир садово-городньої бригади |
| 8                                 | Лучко Володимир Борисович     | 05.11.2010            | середня            | член Народної партії                    | фермерське господарство «Жайвір», керівник                           |
| 10                                | Левчишен Іван Іванович        | 05.11.2010            | середня            | позапартійний                           | тимчасово не працює                                                  |
| 11                                | Мазурик Валентина Іванівна    | 05.11.2010            | середня            | позапартійна                            | фермерське господарство «Краєвид», кухар                             |
| 12                                | Кравець Лідія Степанівна      | 05.11.2010            | середня            | член Народної партії                    | Територіальний центр, соціальний працівник                           |